# Jacobina do Piauí
Jacobina do Piauí är en kommun i Brasilien.   Den ligger i delstaten Piauí, i den östra delen av landet, 1 100 km nordost om huvudstaden Brasília. Antalet invånare är 5 719.
Omgivningarna runt Jacobina do Piauí är huvudsakligen savann. Runt Jacobina do Piauí är det glesbefolkat, med 9 invånare per kvadratkilometer.